# Óriás zsurló
Az óriás zsurló (Equisetum telmateia) a zsurlók (Equisetopsida) osztályának valódi zsurlók (Equisetales) rendjébe, ezen belül a zsurlófélék (Equisetaceae) családjába tartozó faj.

## Előfordulása
Az óriás zsurló előfordulási területe magába foglalja Európát, Ázsia egy részét, Észak-Afrikát és Észak-Amerika nyugati partmentét. A Mátrában megtalálhatóak állományai.

## Alfajai
- Equisetum telmateia subsp. telmateia - a törzsalfaj, mely egész Európában, Nyugat-Ázsiában és Afrika északi részein található meg[1][5]
- Equisetum telmateia subsp. braunii (Milde) Hauke. (szinonimája: Equisetum braunii J. Milde) - az elterjedési területe Alaszkától délre, Nyugat-Brit Columbián keresztül, egészen Kaliforniáig tart[1][5]

## Megjelenése
Lágy szárú évelő növény, melynek különálló ivartalan, fotoszintézisre képes szárai vannak; ezek között az ivaros, sárga, fotoszintézisre képtelen, spórás szárak helyezkednek el. Az ivartalan szárak késő tavasszal jelennek meg és késő ősszel halnak el; ez idő alatt, általában 30-150, ritkán akár 240 centiméteresre is megnőhetnek. A szár átmérője 1 centiméter. A trópusi fajokat leszámítva, az óriás zsurló a mérsékelt öv legnagyobb zsurlófaja. Ennek a növénynek számos, akár 14-40 darab ága is lehet, ezek gyűrűben helyezkednek el, és akár 20 centiméter hosszúak és 1-2 milliméter átmérőjűek is lehetnek. A sárga, ivaros szár kora tavasszal bújik elő; 15-45 centiméter magas. A spórákat hordozó feje 4-10 centiméter hosszú és 1-2 centiméter széles; nincsenek elágazásai. A tavasz közepén bocsátja ki spóráit; ezután hamarosan elszárad. Ritka esetben a spórás szár fotoszintézisre is képes. A spórák mellett gyöktörzsi hajtásokkal is terjedhet; ezek inkább a klónjai, úgyhogy úgynevezett klónkolóniákat képez.

## Életmódja
A nedves és árnyékos helyeket kedveli. Gyakran a ligetekben páfrányokkal társul. A gyökérrendszere, akár 4 méter szélesre is szétterülhet a nedves, agyagos talajban.

## Képek

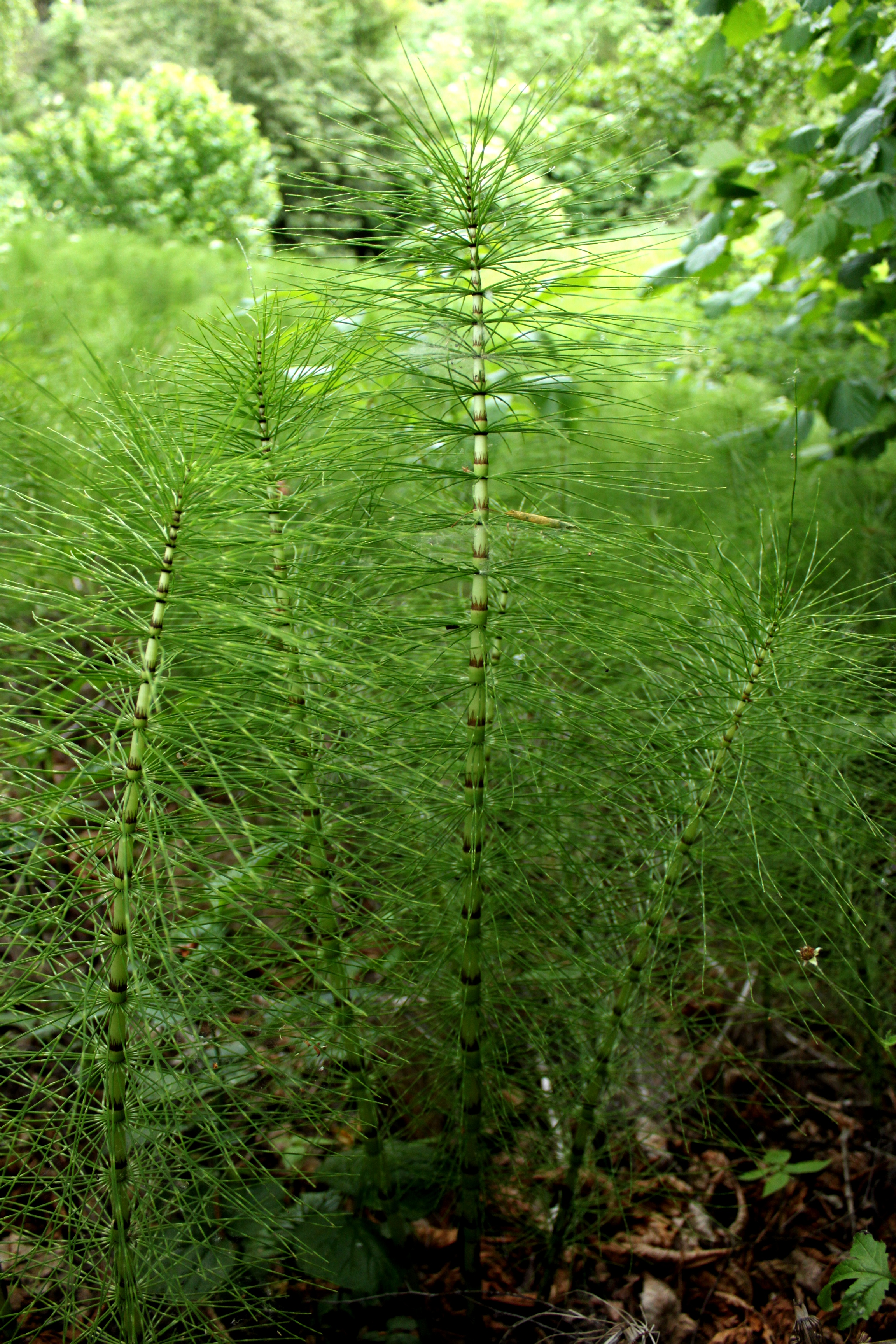
Equisetum telmateia subsp. telmateia
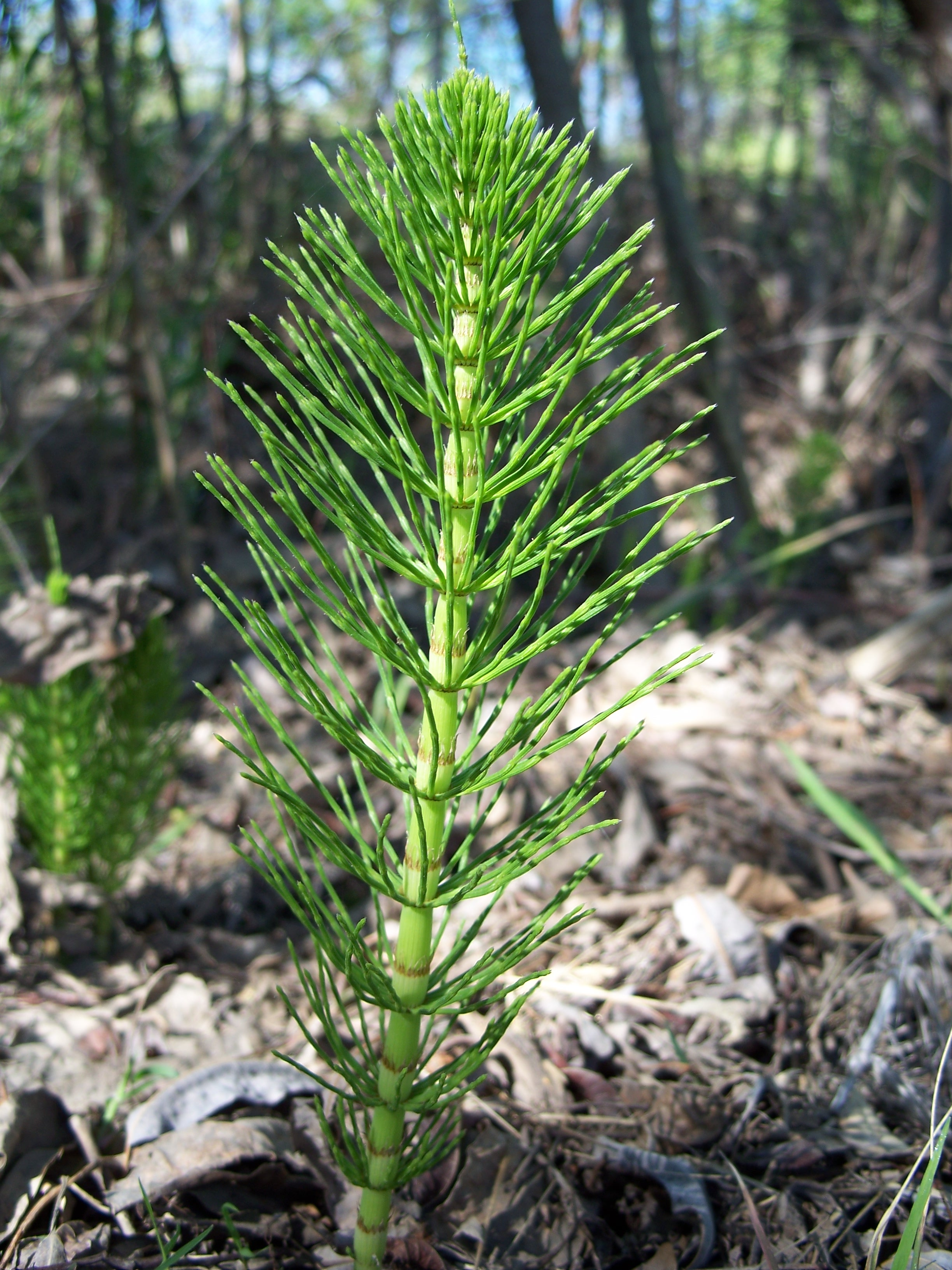
Equisetum telmateia subsp. braunii
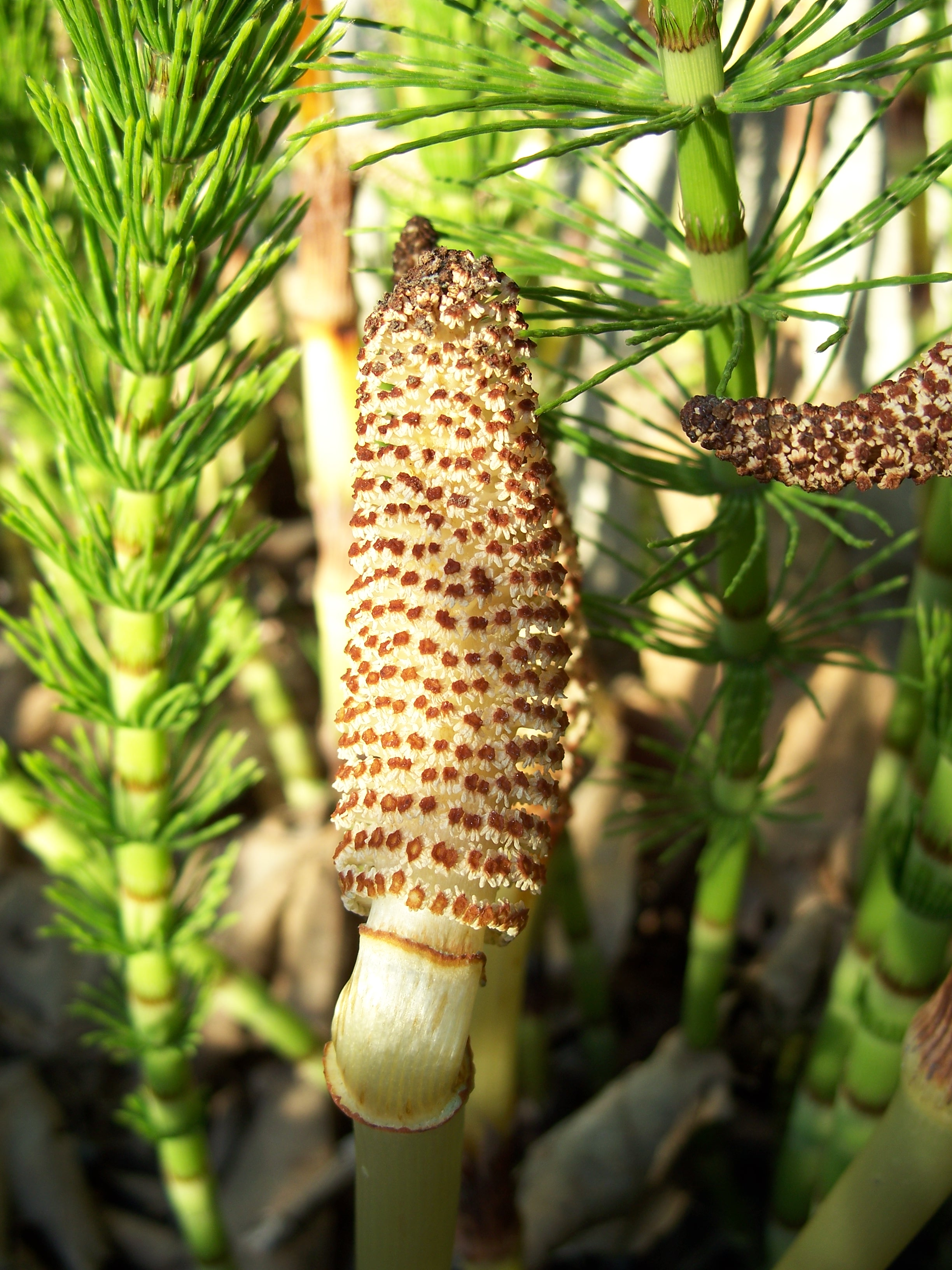
Az ivaros szára
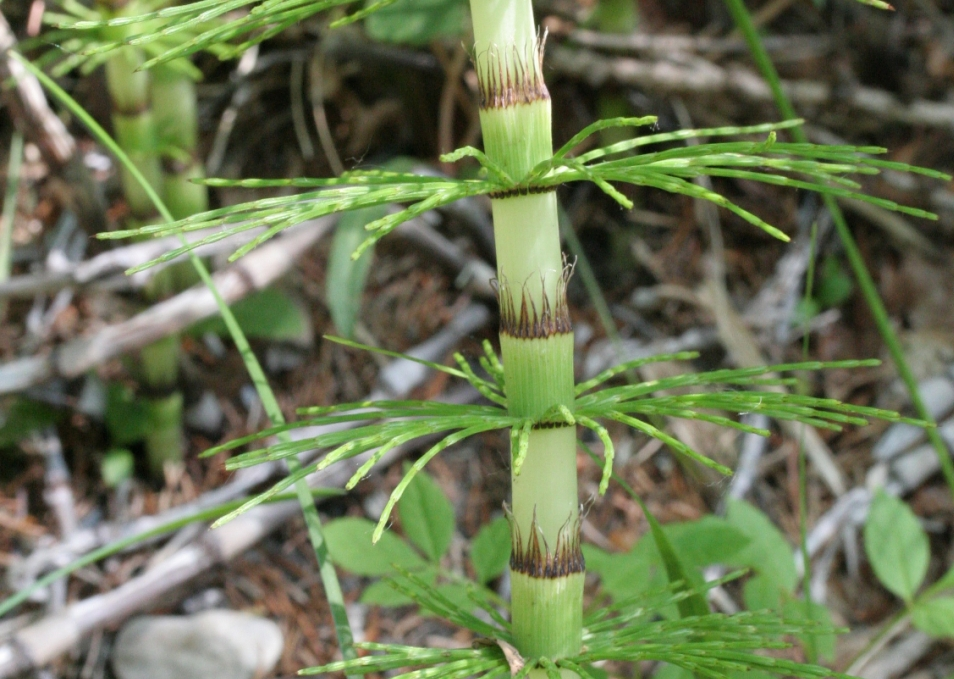
Az ágai gyűrűbe rendeződnek

### Fordítás
- Ez a szócikk részben vagy egészben  az   Equisetum telmateia című angol Wikipédia-szócikk ezen változatának fordításán alapul.  Az eredeti cikk szerkesztőit annak laptörténete sorolja fel. Ez a jelzés csupán a megfogalmazás eredetét és a szerzői jogokat jelzi, nem szolgál a cikkben szereplő információk forrásmegjelöléseként.